# Федченко, Борис Алексеевич
Бори́с Алексе́евич Фе́дченко (27 декабря 1872, Лейпциг — 29 сентября 1947, Ленинград) — ботаник, систематик высших растений, гляциолог, географ, путешественник.
Профессор Ленинградского государственного университета (1925—1931), Заслуженный деятель науки РСФСР (1945).
Совершил многочисленные поездки с целью изучения флоры и растительности Средней России, Урала, Дальнего Востока, Кавказа и в особенности Средней Азии, а также Западной Европы, Малой Азии и Алжира. Автор многочисленных работ по географии и систематике растений. Занимался популяризацией ботаники. Под редакцией Федченко выходил ряд научных периодических изданий и коллективных трудов.

## Ранние годы
Через восемь месяцев после рождения Бориса во время исследования ледников Монблана погиб его отец А. П. Федченко. С раннего детства под влиянием и руководством матери Ольги Александровны Федченко, дочери профессора Московского университета Александра Армфельда, Федченко-младший пристрастился к изучению природы и коллекционированию растений и животных, преимущественно в Московской губернии, затем, с 1891 года, ещё в бытность Федченко гимназистом, начались и его более дальние поездки — на Урал, в Крым, на Кавказ и, наконец, с 1897 года, в Туркестан.

## Путь в науке
Федченко окончил физико-математический факультет (естественное отделение) Московского университета, занимаясь ботаникой преимущественно в лаборатории профессора И. Н. Горожанкина. Сдав экзамен на степень магистра ботаники, Федченко был принят (в 1900 году) в число приват-доцентов Московского университета.
В том же году Федченко поступил на службу в Императорский Санкт-Петербургский ботанический сад, где достиг должности главного ботаника.
В 1905 году Федченко защитил диссертацию на степень магистра ботаники.
В 1908—1917 годах руководил ботаническими экспедициями Переселенческого управления и возглавлял ряд работ в области теоретической и прикладной ботаники.
По поручению Императорского Русского географического общества и Императорского ботанического сада Федченко был в Туркестане четыре раза: два раза на Тянь-Шане и два раза на Памире и в Шугнане. Результатами путешествий явились обширные (преимущественно ботанические) коллекции и ряд географических наблюдений и открытий (преимущественно ледников, которых Федченко открыл свыше сотни новых).
Интересуясь преимущественно природой Средней Азии, Федченко не порвал, однако, связей и со Средней Россией, ежегодно посвящая хотя бы немного времени экскурсиям по Московской, Калужской и другим губерниям, а также исполняя там общественные обязанности уездного и губернского гласного.
Кроме путешествий и поездок по России, Федченко трижды был командирован с научной целью за границу.
В 1936 году Б. А. Федченко был избран членом Линнеевского общества в Лондоне.
Б. А. Федченко принимал участие в работе и деятельности Таджикской базы Академии наук СССР (1923—1946), Можайского отделения Главного ботанического сада (1920—1922), Центрального и Северо-западного бюро краеведения (1926—1928), треста «Каучуконос» и Всесоюзного института каучука и гуттаперчи (1930—1932), Комитета по заповедникам при Президиуме ВЦИК (1933—1940), Северного сельскохозяйственного общества (1905—1907), Русского географического общества (1906—1940); участвовал в работе Конференции по изучению производительных сил Средней Азии (1926), Естественно-исторического совещания Центрально-промышленной области (1928), II Всесоюзного географического съезда (1947) и в международных конгрессов: ботаническом и колониального земледелия в Брюсселе (1910), по садоводству в Австрии (1927), по лекарственным растениям в Венгрии (1928), VI Ботаническом конгрессе в Амстердаме (1935).
Борис Алексеевич за свою жизнь совершил множество научных экспедиций, он посетил с научными целями Среднюю Азию, Дальний Восток, Туркестан, Таджикистан, Дагестан, исследовал Ленинградскую область, был в Австрии, Англии, Алжире, Афганистане, Венгрии, Германии, Голландии, Италии, Норвегии, Франции, Чехословакии, Швейцарии, Швеции. Федченко был участником ботанических экскурсий в Венгрии (в долине Дуная для ознакомления со степной растительностью), в Чехословакии (в долине реки Йиглавы и в районе местечка Могельно), в Алжире (в районе горного хребта Атлас с целью изучения кедровых лесов, в окрестностях города Орлеансвилля для ознакомления с хлопчатником, в районе города Орана на побережье Средиземного моря для сбора ряда эндемичных видов, в глубь Алжира от Орана до укрепления Колон-Бешар для ознакомления с растительностью и сбора гербария в северной и средней Сахаре); международных геоботанических экскурсий в Швеции, Норвегии и Австрии.
Похоронен на Серафимовском кладбище

## Награды и звания
- орден Трудового Красного Знамени (10.06.1945)
- Заслуженный деятель науки РСФСР

## Научные труды
- Федченко О. А., Федченко Б. А. Список Orobanchaceae гербария // Мат. к познанию фауны и флоры Рос. империи. Отд. ботан. — 1899. — В. 3. — С. 203—210. — Сборы, сделанные на Урале, в Крыму и на Кавказе
- Обзор видов рода Hedysarum = Generis Hedysari revisio. — СПб.: Типолитография «Герольд», 1902. — 160 + 56 + 8 с.
- Флора Западного Тянь-Шаня (ч. I—II) // Тр. Имп. Ботан. сада
- Flore des iles du Commandeur — Краков, 1906
- Перечень растений, дикорастущих в Русском Туркестане, ч. 1. — Юрьев, 1906 (Изв. Туркестан. отд. Рус. геогр. об-ва. — Т. 5. — В. 1); ч. 2—6, Юрьев, 1900—1916 (серия та же. Приложение к т. 6) — совместно с О. А. Федченко
- Материалы для флоры Уфимской губернии (изд. Моск. об-ва испытателей природы) — совместно с О. А. Федченко
- Matériaux pour la flore de Crimée (Bulletin de l’herbier Boissier, Женева) — совместно с О. А. Федченко
- Matériaux pour la flore du Caucase (Bulletin de l’herbier Boissier, Женева) — совместно с О. А. Федченко
- Ranunculaceae Русского Туркестана (Тр. Об-ва естествоиспытателей, Казань) — совместно с О. А. Федченко
- Высшие тайнобрачные Русского Туркестана (Тр. Об-ва естествоиспытателей, Казань) — совместно с О. А. Федченко
- Предварительный отчёт о поездке для изучения ледников Таласского Алатау
- Флора Европейской России. — СПб., 1908—1910 — совместно с А. Ф. Флёровым
- Растения Тургайской области / Б. А. Федченко и И. М. Крашенинников; Переселен. упр. Гл. упр. землеустройства и земледелия. — СПб.: [Б. и.]; Юрьев: Тип. К. Маттисена, 1910. — 260 с.: ил, карты.
- Материал для флоры Памира и Алайского хребта (Землеведение)
- Материал для флоры Шугнана (Тр. Ботан. музея Академии наук)
- Растительность Туркестана. — Петроград, 1915
- Очерки растительности Туркестана. — Л., 1925

Федченко редактировал ряд важных научных периодических изданий и коллективных трудов, в том числе, 7 томов Предварительных отчетов о ботанических исследованиях в Сибири и Туркестане (1908—1919 гг.), Флора Азиатской России, 15 выпусков, 1912—1920, и 3 выпуска новой серии, 1923—1924; Флора Забайкалья, 4 выпуска, 1929—1941; Флора юго-востока Европейской части СССР, 5 выпусков, 1927—1931; Сорные растения СССР, 4 тома, 1934—1935 гг.

## Память
Именем Бориса Алексеевича названы перепончатокрылое насекомое Aulax fedtschenkoi Rübsaamen, 1896 и растения:
- Fedtschenkiella Kudr. (1941) [= Dracocephalum L.]

- Alyssum fedtschenkoanum N.Busch [≡ Odontarrhena fedtschenkoana (N.Busch) D.A.German]
- Andrachne fedtschenkoi Kossinsky
- Androsace fedtschenkoi Ovcz.
- Artemisia fedtschenkoana Krasch.
- Asperula fedtschenkoi Ovcz. & Tschernov
- Astragalus borissianus Gontsch.
- Astragalus fedtschenkoanus Lipsky
- Avena fedtschenkoi Hack. [≡ Helictotrichon fedtschenkoi (Hack.) Henrard ]
- Cicer fedtschenkoi Lincz.
- Cousinia fedtschenkoana Bornm. [≡ Arctium fedtschenkoanum (Bornm.) S.López, Romasch., Susanna & N.Garcia ]
- Draba fedtschenkoi (Pohle) Gilg ex Tolm.
- Echinops fedtschenkoi Iljin
- Ephedra fedtschenkoae Paulsen
- Euphrasia fedtschenkoana Wettst. ex Juz.
- Ferula fedtschenkoana Koso-Pol.
- Gagea fedtschenkoana Pascher
- Gymnocarpium fedtschenkoanum Pojark.
- Gypsophila fedtschenkoana Schischk.
- Heliotropium fedtschenkoanum Popov
- Jurinea fedtschenkoana Iljin
- Kalanchoe fedtschenkoi Raym.-Hamet & H.Perrier
- Lepidolopha fedtschenkoana Knorring
- Oenanthe fedtschenkoana Koso-Pol.
- Otostegia fedtschenkoana Kudr. [≡ Moluccella fedtschenkoana (Kudr.) Ryding]
- Oxytropis fedtschenkoana Vassilcz.
- Potentilla fedtschenkoana Siegfr. ex Th.Wolf
- Pseudosedum fedtschenkoanum Boriss.
- Ribes fedtschenkoi Blin.
- Salix fedtschenkoi Goerz
- Scrophularia fedtschenkoi Gorschk.
- Scutellaria fedschenkoi Bornm.
- Silene fedtschenkoana Preobr.
- Swertia fedtschenkoana Pissjauk.
- Taraxacum fedtschenkoi Hand.-Mazz.
- Thymus fedtschenkoi Ronniger
- Valeriana fedtschenkoi Coincy
- Veronica fedtschenkoi Boriss.
- Vicia fedtschenkoana V.A.Nikitin